# New York Ska Jazz Ensemble
I New York Ska Jazz Ensemble, noti anche più brevemente come NYSJE, sono un gruppo Ska Jazz originario di New York, Stati Uniti, nato nel 1994 ed attualmente attivo. Il loro stile è caratterizzato da una forte componente jazz, genere dal quale il gruppo prende noti standard che rielabora poi in chiave ska e reggae, e da un marcato uso dell'improvvisazione, con una forte attitudine rock’n’roll nei loro live.
I NYSJE nacquero come side project del gruppo ska The Toasters dei quali Fred Reiter, attuale frontman dei NYSJE stessi, è stato per un certo periodo il sassofonista; acquisirono poi forma e successo, presentandosi oggi come uno dei più noti gruppi ska jazz contemporanei con tour attraverso Stati Uniti ed Europa.
Nel gruppo militano attualmente ex componenti di noti gruppi ska jazz come The Toasters, Skatalites e Scofflaws.

## Formazione

### Formazione attuale
- Freddie "Rocksteady Freddie" Reiter - sassofono, flauto traverso, voce
- Kevin "KB" Batchelor - tromba, voce
- Mark Damon - basso, voce
- Joey Gallo - batteria
- Simone Amodeo - chitarra, voce
- Andy Mittoo - tastiere, voce

### Collaboratori addizionali
- Mitch Margold - tastiere
- Cary Brown - tastiere
- Gregg Leventhal - basso
- Lee Archibald - chitarra, basso, voce
- Luigi De Gasperi "Mr. T-bone" - trombone
- Chris Weigers - basso
- Earl Appleton - tastiere, voce
- Alberto Tarin - basso
- Giovanni Pastorino - tastiere, voce

### Ex componenti
- Alberto Tarin - chitarra, voce
- Mark Damon - trombone, voce
- Johnnathan McCain - batteria, voce
- Devon James - chitarra
- Victor Rice - basso
- Rick Faulkner - trombone
- Andy Stack - chitarra
- Peter Truffa - tastiere
- Sheldon Gregg - basso
- Don Mikkelsen - trombone
- Dave Hahn - chitarra
- Mojo - tastiere
- Dan Jeselson "Big Dan" - basso
- Alberto Tarin - chitarra
- Wayne Batchelor - basso
- Yao Dinizulu - batteria

## Discografia

### In Studio
- 1995 - NYSJE
- 1996 - Low Blow
- 1998 - Get This
- 2000 - Properly
- 2003 - Minor Moods
- 2005 - Skaleidoscope
- 2009 - Step Forward
- 2011 - Double Edge
- 2019 - Break Thru
- 2022 - In the Moment

### Live
- 2000 - Live in Europe
- 2008 - Live in Paris
- 2016 - Live in Gouvy